# Glonowce

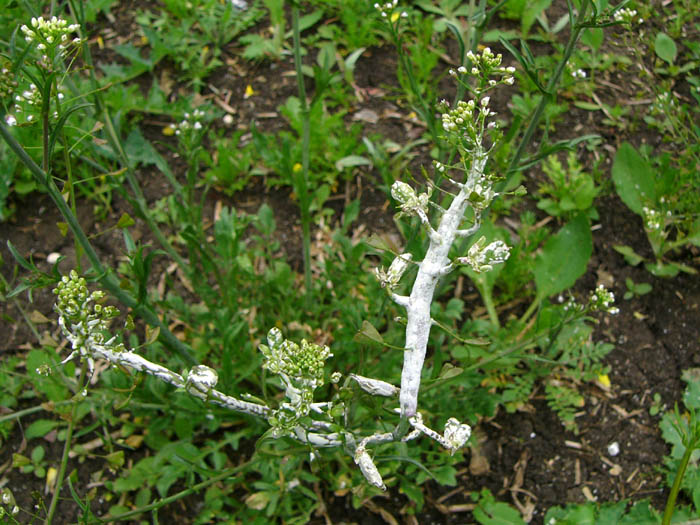
Lęgniowiec Albudo candida porażający tasznik

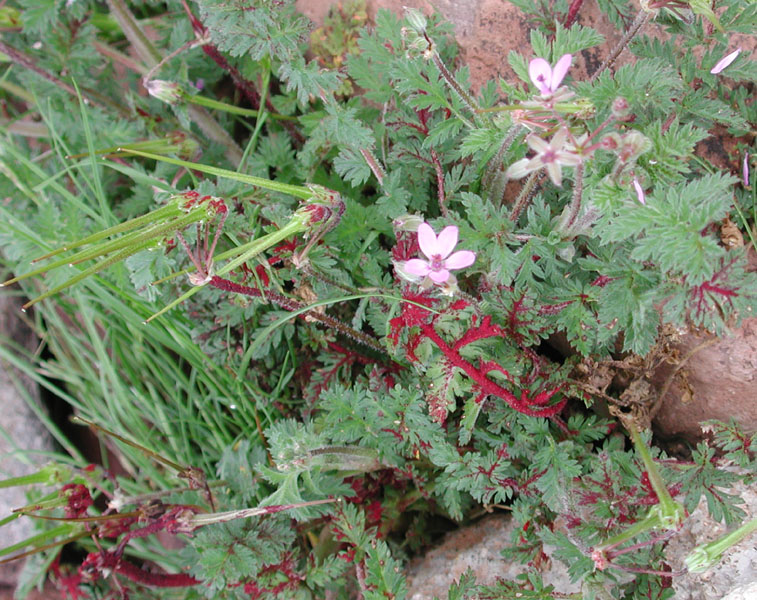
Skoczkowiec Synchytrium sp. porażający iglicę pospolitą

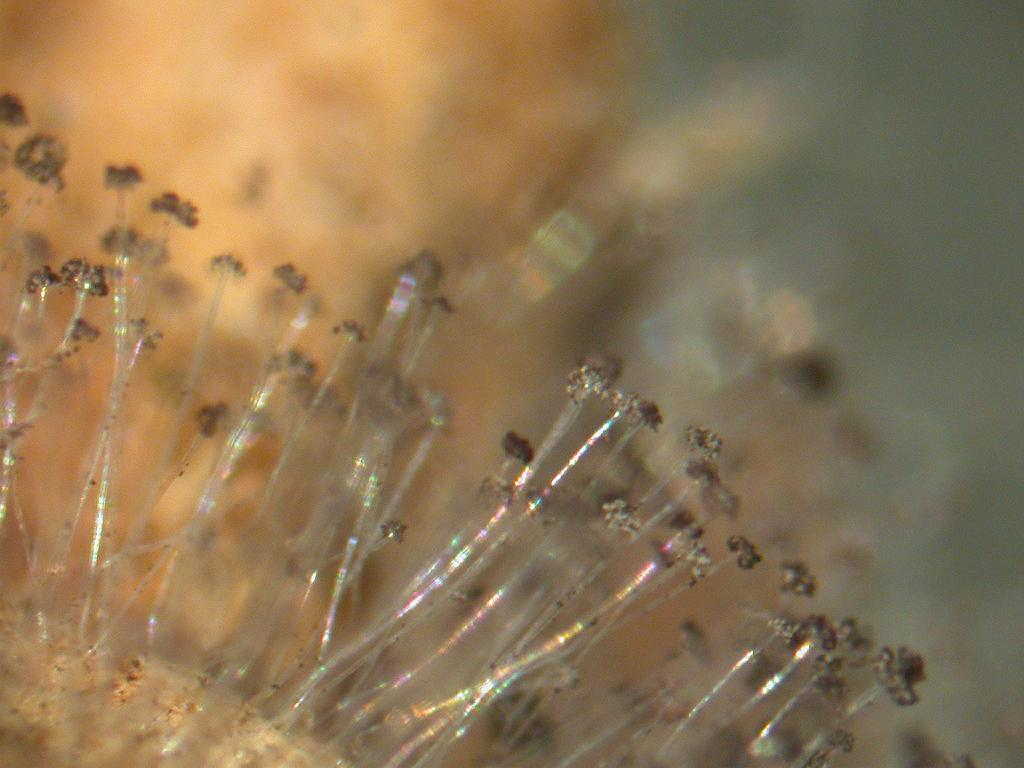
Sprzężniak Choanephora cucurbitarum porastający kwiat dyni

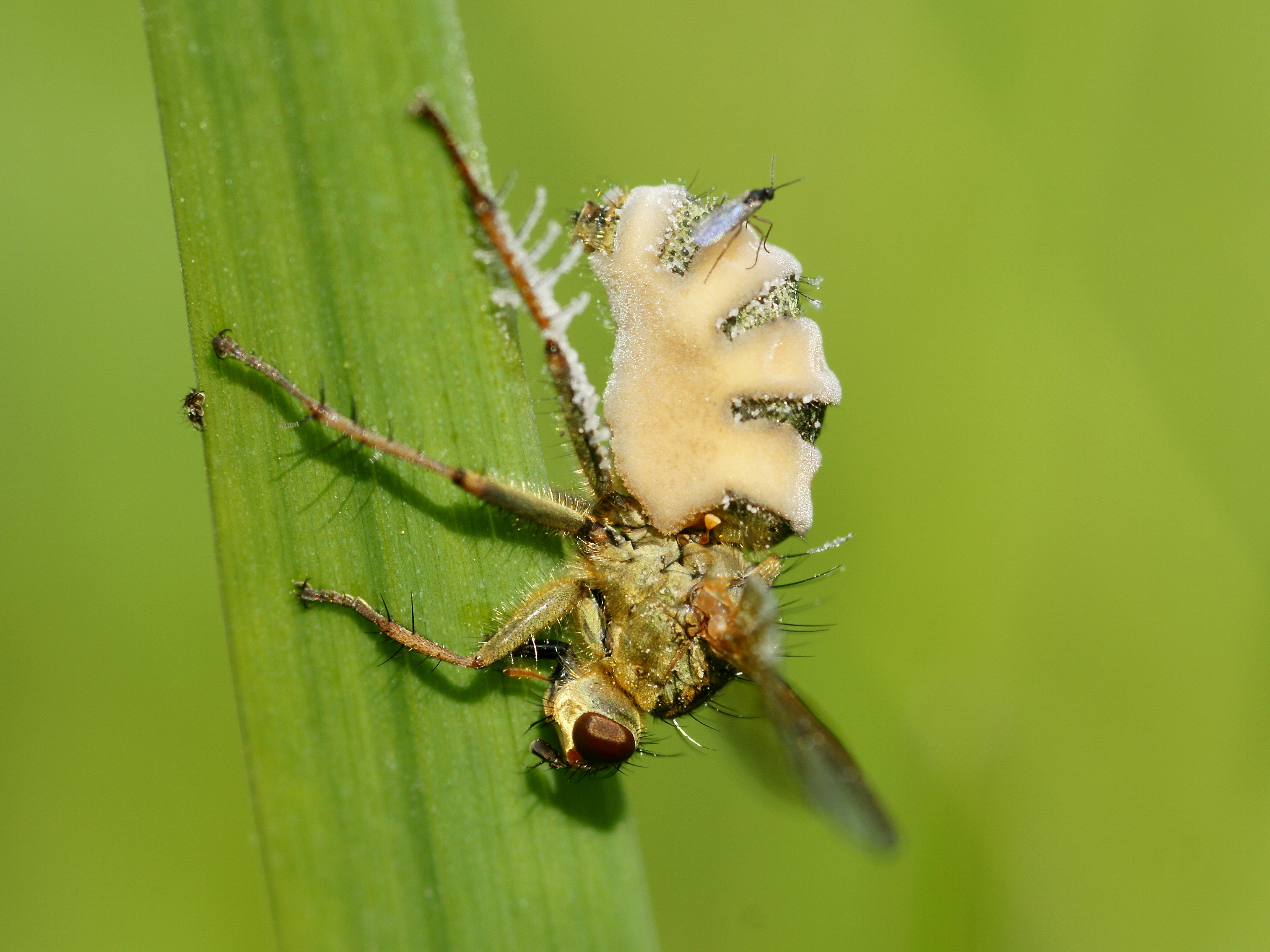
Muchotoczek porażający muchówkę

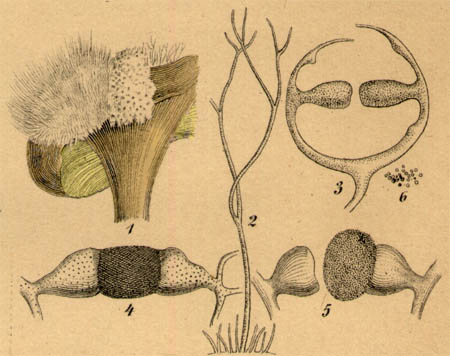
Tworzenie zygospor u sprzężniaków

Glonowce, pleśniaki (Phycomycetes, Mastigomycota) – wyróżniana w dawnych systemach taksonomicznych klasa grzybów. Czasami nazywana również grzybami niższymi, jednak nazwa ta jest niejednoznaczna, a także grzybami glonowymi. Obejmowała organizmy zwykle haploidalne o prostej budowie – jednokomórkowej lub komórczakowej, rzadko typowej wielokomórkowej, często pod postacią pleśni. U organizmów tych występują cechy nigdy niespotykane u tzw. grzybów wyższych, np. obecność wici lub celulozy. Wykazują więc pewne cechy i glonów, i grzybów właściwych (saprofagia). Zarówno nazwa polska, jak i międzynarodowa, nawiązują do dawnych koncepcji, według których grzyby powstały z glonów, które utraciły zdolność fotosyntezy, a glonowce miały być ogniwem pośrednim. Współczesna filogenetyka tego nie potwierdza, a całą grupę podzielono na kilka taksonów o różnej pozycji hierarchicznej i włączono do różnych grup w królestwach Protista i Fungi. Pewne grupy glonowców (lęgniowce) w istocie są spokrewnione z pewnymi grupami glonów (złotowiciowce, różnowiciowce, okrzemki, brunatnice), co wiąże się z podobieństwem (obecność celulozy w ścianie komórkowej, budowa syfonalna plechy, liczba i ułożenie wici i in.), podczas gdy pozostałe nie wykazują pokrewieństwa.

## Systematyka
W czasie, gdy glonowce uważano za naturalny takson, dzielono go na następujące kategorie:
- grupa Myxochytrydiales – budowa monadowa i nagie protoplasty, jedna lub dwie wici, czasem przedstawiciele włączani do innych taksonów
- podklasa jednowiciowce (Uniflagellatae) – jedna wić popychająca
  - rząd skoczkowce (biczykowe, Chytridiales) (pragrzyby Archimycetes) – nagi protoplast lub ściana chitynowa, zdarza się rozmnażanie płciowe, głównie izogamia, np. Synchytrium endobioticum, Olpidium brassicae
  - rząd blastokladiowce (różnogametowce, Blastocladiales) – wielojądrowe, rozgałęzione strzępki, uwicione gamety, ściana chitynowa, częste rozmnażanie płciowe, izogamia i anizogamia, przemiana pokoleń, np. Blastocladiella variabilis
  - rząd jednorzęskowce (Monoblepharidales) – wielojądrowe, rozgałęzione strzępki, uwicione plemniki i zoospory, ściana celulozowa, częste rozmnażanie płciowe, oogamia, np. Monoblepharis macrandra
- podklasa dwuwiciowce (Biflagellatae) – zoospory mają dwie wici o różnej długości skierowane w przeciwne strony
  - rząd plazmodioforowe (Plasmodiophorales, Plasmodiophoromycetidae) – wielojądrowe pełzakowate komórczaki haploidalne lub diploidalne, czasem ściana chitynowa, np. Plasmodiophora brassicae
  - rząd lęgniowce (Oomycetales) – komórczakowate rurowate strzępki ze ścianą celulozową, częste rozmnażanie płciowe, oogamia, osobniki obupłciowe lub rozdzielnopłciowe, rozmnażanie bezpłciowe m.in. przez konidia
    - rodzina roztoczkowce (Saprolegniaceae), np. Achlya, roztoczka (Saprolegnia)
    - rodzina wroślowce (Peronosporaceae), np. drzewik (Plasmopara viticola), Phytophthora infestans

  - rząd sprzężniaki (Zygomycetales, Aflagellatae) – rozwinięta grzybnia, zwykle komórczakowa, tylko czasem podzielona, ściana chitynowa, rozmnażanie płciowe przez kopulację strzępek, zdarza się dwupienność, zarodniki przetrwalnikowe
    - rodzina mukorowce (Mucoraceae), np. pleśniak biały (Mucor mucedo), Pilobolus, Phycomyces
    - rodzina Endogonaceae, np. Endogone
    - rodzina owadomorki (Entomophtoraceae), np. muchotoczek (Empusa muscae)

W miarę rozwoju filogenetyki niektóre grupy były wyłączane z klasy. W pewnym momencie istniała tendencja do przenoszenia wszystkich glonowców, podzielonych na odrębne klasy, do królestwa Protista jako tzw. grzyby rzekome lub protisty grzybopodobne, z zastrzeżeniami co do skoczkowców, których powiązania z tzw. grzybami wyższymi wydają się bezsporne. W systemie sześciu supergrup eukariontów sprzężniaki i skoczkowce (w tym blastokladiowce i jednorzęskowce) są zaliczane do supergrupy Opisthokonta, razem z właściwymi grzybami (również ze zwierzętami, wiciowcami kołnierzykowymi i kilkoma innymi grupami pierwotniaków), a więc są uznawane za przedstawicieli królestwa grzybów. Supergrupa ta charakteryzowana jest obecnością pojedynczej wici skierowanej ku tyłowi (stąd jej nazwa). Lęgniowce są zaliczane do supergrupy Chromalveolata (razem z niektórymi glonami i pierwotniakami). Plazmodioforowe zaś włączono do supergrupy Rhizaria (razem z niektórymi ryzopodialnymi pierwotniakami) jako specyficzną grupę śluzowców (przy czym właściwe śluzowce należą obecnie do innej supergrupy).

## Ekologia
Wiele glonowców to organizmy wodne lub wilgociolubne. Wszystkie są cudzożywne – saprofityczne lub pasożytnicze. Pasożyty mogą wywoływać choroby:
- Olpidium brassicae – zgorzel siewek (nazywana też kiłą kapusty lub czarną nóżką), poza tym bywa wektorem wirusa nekrozy tytoniu
- Synchytrium endobioticum – rak ziemniaka
- Plasmodiophora brassicae – kiła kapuściana
- roztoczka – saprolegnioza ryb
- Plasmopara viticola – mączniak rzekomy winorośli
- Phytophthora infestans – zaraza ziemniaczana
- owadomorki – grzybice owadów, np. muchotoczek – zaraza musza